# قانون إصلاح الدولة (الأرجنتين)
قانون إصلاح الدولة (بالإسبانية: Ley de Reforma del estado) تمت إقراره في 17 أغسطس 1989 في الأرجنتين أثناء رئاسة كارلوس منعم. سمح بخصخصة مؤسسات الدولة واندماج أو تفكيك مؤسسات الدولة. تم اقتراحه من قبل حزب العدالة وحصل على دعم اتحاد الوسط الديمقراطي.